# معركة أغوردات الأولى
معركة أغوردات الأولى وقعت في 27 يونيو 1890م في أغوردات بإريتريا وهي أول معركة بين المهديين بالسودان ومملكة إيطاليا في إريتريا الإيطالية . أنتصرت فيها مملكة إيطاليا.